# هوگورونچو
هوگورونچو (به اسپانیایی: Huaguruncho) یک کوه در پرو است که در Peru, Pasco Region واقع شده‌است. هوگورونچو ۵٬۷۲۳ متر بالاتر از سطح دریا واقع شده‌است.